# Winterrinde
Die Magellansche Winterrinde (Drimys winteri), auch Canelo genannt, ist eine Pflanzenart aus der Gattung Drimys innerhalb der Familie der Winteraceae. Sie ist nicht mit den Canella winterana, dem Weißen Zimtbaum, zu verwechseln.

## Beschreibung

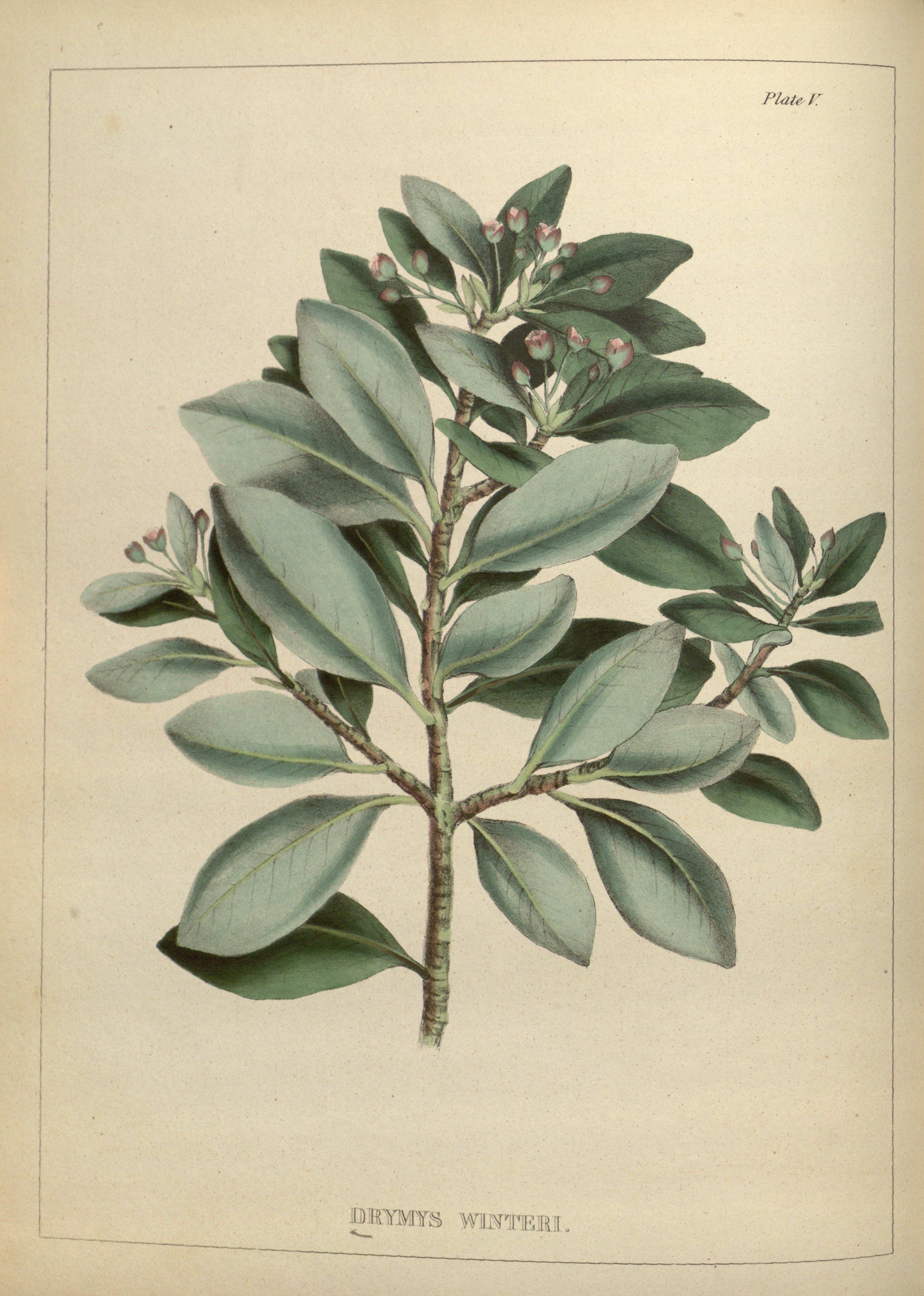
Illustration aus Illustrations of medical Botany, Tafel V

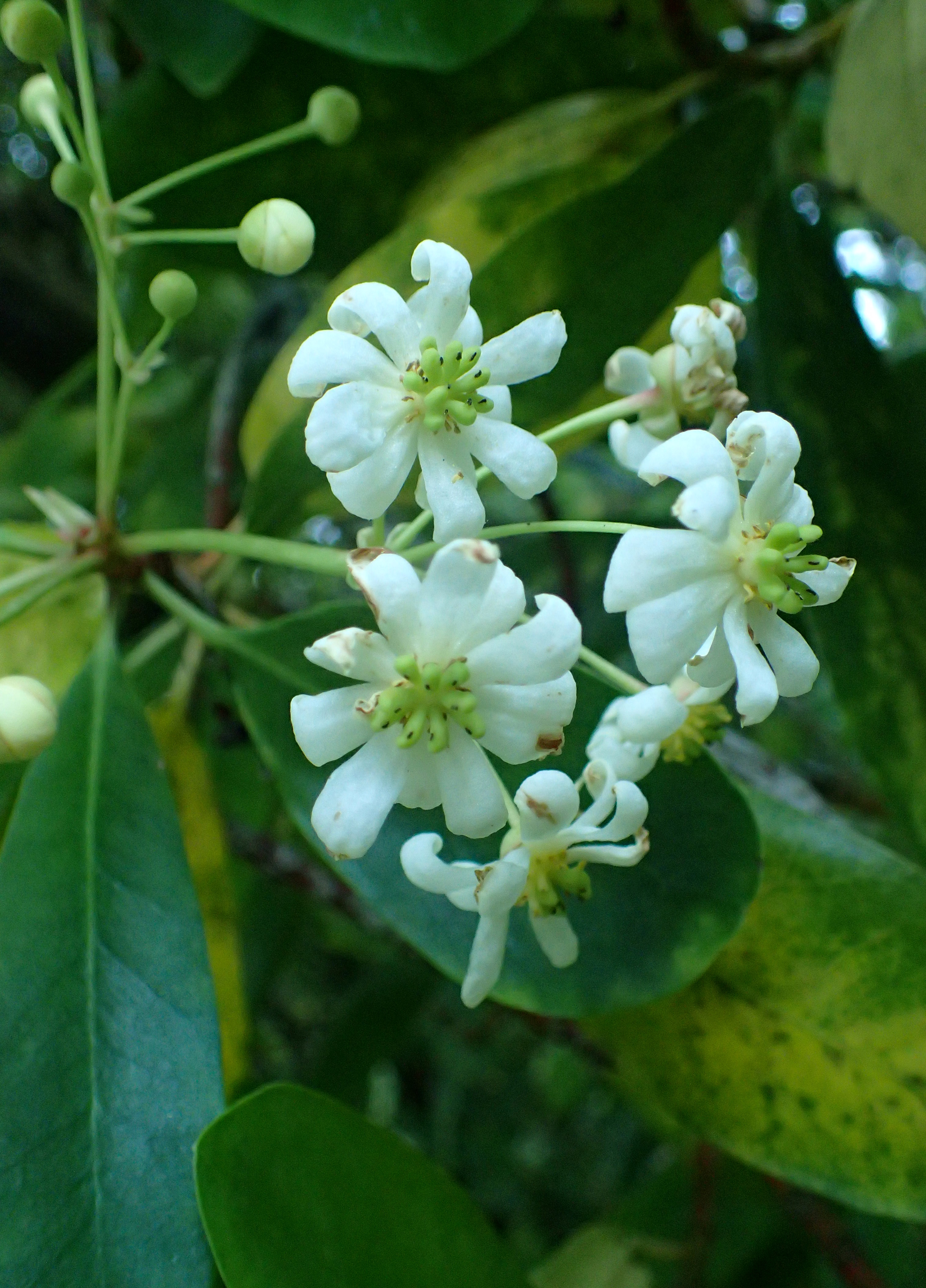
Blütenstand

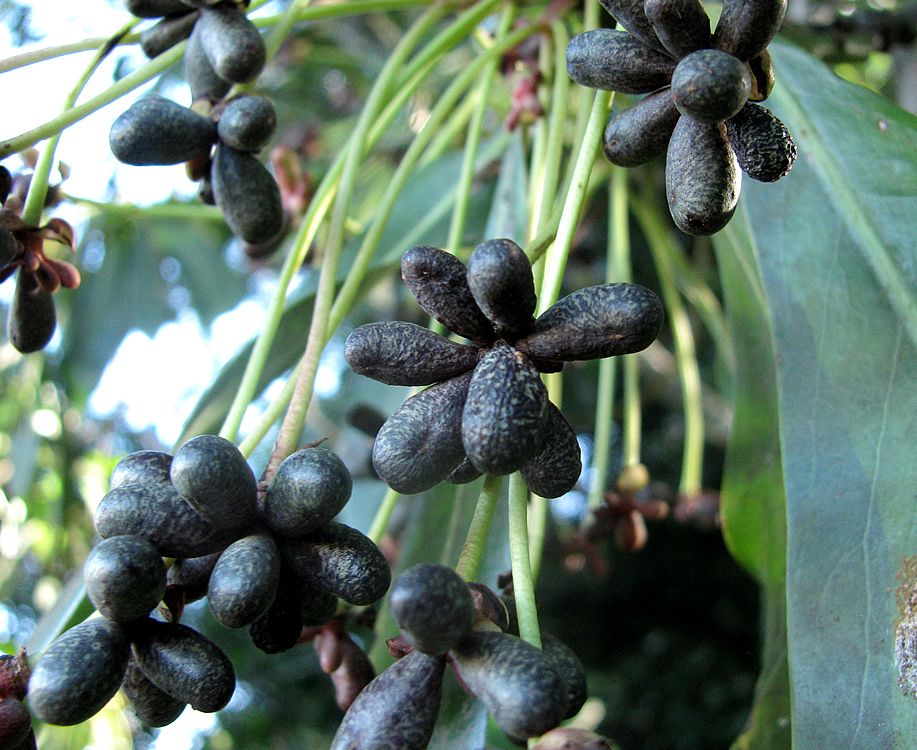
Fruchtstände

### Vegetative Merkmale
Die Magellansche Winterrinde ist ein schlanker, immergrüner Baum oder Strauch, der Wuchshöhen von bis über 20 Metern erreicht. Seine Borke ist weich, graubraun und stark aromatisch.
Die wechselständig an den Zweigen angeordneten Laubblätter sind in Blattstiel und -spreite gegliedert. Der Blattstiel ist relativ kurz. Die lederige, einfache und ganzrandige Blattspreite ist bei einer Länge von bis zu 15–20 Zentimetern verkehrt-eiförmig, -eilanzettlich oder eiförmig mit rundspitzigem bis spitzem, seltener eingebuchtetem, oberem Ende. Die Blattoberseite ist glänzend grün und die Blattunterseite ist meist weiß-bläulich  „bereift“, glauk. Der Blattrand ist oft knapp umgebogen und die Nervatur ist gefiedert mit undeutlichen Seitenadern.

### Generative Merkmale
Etwa zehn Blüten stehen in einem end- oder achselständigen und scheindoldigen Blütenstand zusammen. Die duftenden und zwittrigen, gestielten Blüten mit doppelter Blütenhülle sind bei einem Durchmesser von bis etwa 3–4 Zentimetern radiärsymmetrisch. Die 2–3 teils rötlichen Kelchblätter sind kalyptrat, die  Deckblätter sind abfallend. Die 6 bis 14, eilanzettlichen bis verkehrt-eilanzettlichen Blütenkronblätter sind elfenbeinfarben und an ihrer Basis manchmal etwas gelb. Jede Blüte enthält eine Vielzahl (16–42) kurze Staubblätter mit dicken, fleischigen Staubfäden und 4–12 freie, oberständige, keulenförmige, grüne Fruchtblätter mit fast sitzenden, seitlichen Narben. Sie sitzen einer zylindrisch vergrößerten Blütenachse an.
Die verkehrt-eiförmigen, mehrsamigen und etwa 1 Zentimeter langen Beeren färben sich bei Reife dunkel- bis schwarzbläulich und erscheinen in einer Sammelbeere zu mehreren. Die schwärzlichen und glänzenden Samen sind 3–4 Millimeter groß und nierenförmig.

## Vorkommen
Drimys winteri kommt in Chile und in Argentinien vor. In den chilenischen immergrünen Küstenwäldern ist Drimys winteri eine dominante Baumart.

## Taxonomie
Die Erstveröffentlichung von Drimys winteri erfolgte 1775 durch Johann Reinhold Forster und Georg Forster in Characteres Generum Plantarum, 84, Tafel 42. Synonyme für Drimys winteri J.R.Forst. & G.Forst. sind Drimys chilensis DC., Drimys granatensis Mutis ex L.f., Drimys punctata Lam., Drimys winteri var. andina Reiche, Drimys winteri var. chilensis (DC.) A.Gray, Drimys winteri var. morenonis Kuntze, Drimys winteri var. punctata (Lam.) DC., Drimys winteri var. quinoensis Kuntze, Drimys winterana Thell., Drimys aromatica Descourt. und Wintera aromatica Murray non (R.Br.) Muell. u. a.

## Namenserklärung
Das Artepitheton winteri ehrt wahrscheinlich John Wi(y)nter, Vize-Admiral und Kapitän des Schiffs Elizabeth bei Drakes Weltumsegelung 1577 bis 1580, obwohl bei der Erstveröffentlichung durch die Forsters nichts angegeben ist. Winter verwendete die Rinde dieser Pflanzenart gegen Skorbut. Deshalb bezieht sich der Name Winterrinde nicht auf die Jahreszeit Winter, sondern auf diese Person.

## Sonstiges
Drimys winteri ist ein heiliger Baum der Mapuche-Indianer.

## Verwendung
Die Rinde liefert ein zimtähnliches Gewürz. Sie wird aber auch medizinisch verwendet, wie auch die Blätter. Die getrockneten Früchte, auch mit der Rinde gemischt, werden wie Piment oder Pfeffer verwendet (Pimienta de(l) Canelo, Chiloé, Chilota, Austral oder Patagónica), wie diejenigen des nah verwandten Tasmanischen Bergpfeffers. Eine ähnliche Rinde liefert Cinnamodendron corticosum.
Das Holz ist recht schwer aber nicht besonders beständig.

## Kultivierung
Die frostharte Drimys winteri erträgt im Winter Temperaturen bis zu −10 Grad Celsius.